# HMS Ilfracombe (J95)
Pour les autres navires du même nom, voir HMS Ilfracombe.
Le HMS Ilfracombe (pennant number J95)  est un dragueur de mines de la Classe Bangor lancé pour la Royal Navy (RN) et qui a servi pendant la Seconde Guerre mondiale.

## Conception
Le Ilfracombe est commandé dans le cadre du programme de la classe Bangor de 1939-40 le 28 août 1939 pour le chantier naval de William Hamilton and Company à Port Glasgow en Écosse. La pose de la quille est effectuée le 11 octobre 1939, le Ilfracombe est lancé le 29 janvier 1941 et mis en service le 20 août 1941.
La classe Bangor doit initialement être un modèle réduit de dragueur de mines de la classe Halcyon au service de la Royal Navy,. La propulsion de ces navires est assurée par 3 types de motorisation: moteur diesel, moteur à vapeur à pistons double ou triple expansions et turbine à vapeur. Cependant, en raison de la difficulté à se procurer des moteurs diesel, la version diesel a été réalisée en petit nombre.
Les dragueurs de mines de classe Bangor version Royal Navy à turbines déplacent 667 tonnes en charge normale. Afin de pouvoir loger les chaufferies, ce navire possède des dimensions plus grandes que les premières versions à moteur diesel avec une longueur totale de 53 mètres LHT ou LOA, une largeur de 8,69 mètres et un tirant d'eau de 3,12 mètres. Ce navire est propulsé par 2 turbines à vapeur alimentées par 2 chaudières à tubes d'eau à 3 tambours Admiralty et entraînant deux arbres d'hélices. Les moteurs développent une puissance de 2 000 chevaux-vapeur (1 500 kW) et atteignent une vitesse maximale de 16 nœuds (30 km/h). Le dragueur de mines peut transporter un maximum de 163 tonnes de fioul qui lui donne un rayon d'action de 2 800 milles nautiques (5 200 kilomètres) à 10 nœuds (19 km/h).
Leur manque de taille donne aux navires de cette classe de faibles capacités de manœuvre en mer, qui seraient même pires que celles des corvettes de la classe Flower. Les versions à moteur diesel sont considérées comme ayant de moins bonnes caractéristiques de maniabilité que les variantes à moteur alternatif à faible vitesse. Leur faible tirant d'eau les rend instables et leurs coques courtes ont tendance à enfourner la proue lorsqu'ils sont utilisés en mer de face.
Les navires de la classe Bangor sont également considérés comme exigus pour les membres d'équipage, entassant plus de 60 officiers et matelots dans un navire initialement prévu pour un total de 40 hommes.
Les Bangors équipés de turbine à vapeur sont armés d'un canon anti-aérien de 12 livres 3-inch QF (76,2 mm) et d'un canon AA QF de 2 livres (40 mm). Sur certains navires, le canon de 2 livres est remplacé par un canon AA Oerlikon de 20 mm simple ou double, tandis que la plupart des navires sont équipés de quatre affûts Oerlikon simples supplémentaires au cours de la guerre. Pour les missions d'escortes, leur équipement de dragage de mines peuvent être échangé contre une quarantaine de grenades sous-marines.

## Histoire

### Seconde Guerre mondiale
Le 6 septembre 1941, le Ilfracombe effectue au large de Tobermory des exercices de lutte anti-sous-marine, conduit par le sous-marin anglais de classe O HMS Otway (N51), avec la corvette norvégienne HNoMS Eglantine (K197) et le chalutier armé Northern Reward. Le lendemain, ces exercices sont reconduits, mais sans la corvette.
Le 28 novembre 1942, le Ilfracombe effectue au large de Lough Foyle des exercices de lutte anti-sous-marine, conduit par le sous-marin anglais de classe H H34, avec son sister ship Dornoch et 2 autres navires.
Le 5 mars 1943, le Ilfracombe effectue au large de Lough Foyle des exercices de lutte anti-sous-marine, conduit par le sous-marin anglais de classe H H44, avec la corvette canadienne Morden, les corvettes anglaises HMS Mignonette (K38) et HMS Balsam (K72) et les sloops HMS Fleetwood (U47) et Aberdeen.
Le 14 avril 1943, le Ilfracombe effectue au large de Lough Foyle des exercices de lutte anti-sous-marine, conduit par le sous-marin anglais de classe H HMS H50, avec la corvette canadienne NCSM Kenogami, la corvette anglaise HMS Jonquil (K68) et le sloop HMS Whimbrel (U29).
Le 22 juin 1944, le Ilfracombe est endommagé par une mine larguée par voie aérienne au large des plages de Normandie .
Le Ilfracombe est vendu le 19 avril 1950 et mis au rebut pour démantèlement à Milford Haven.

### Participation auxconvois
Le Ilfracombe a navigué avec les convois suivants au cours de sa carrière:
1. Convoi BB 140
2. Convoi KMS 11G
3. Convoi KX 8
4. Convoi MKS 5X
5. Convoi MKS 10
6. Convoi MKS 12
7. Convoi MKS 20
8. Convoi MKS 80G
9. Convoi ON 289
10. Convoi OS/KMS 46KM
11. Convoi OS/KMS 108KM
12. Convoi PW 231
13. Convoi SL/MKS 128MK

### Commandement
- T/A/Lieutenant Commander (T/A/Lt.Cdr.) Harry Layland Dudley Hoare (RNR) du 22 juillet 1941 au 30 janvier 1943
- Lieutenant Commander (Lt.Cdr.) James Ernest Clark (RN) du 30 janvier 1943 au 3 novembre 1943
- T/A/Lieutenant Commander (T/A/Lt.Cdr.) Robert Kenley Hart (RANVR) du 3 novembre 1943 au 10 juillet 1944
- Lieutenant (Lt.) George Criddle (RN) du 10 juillet 1944 à fin 1945

Notes:
RN: Royal Navy
RNR: Royal Naval Reserve
RANVR: Royal Australian Naval Volunteer Reserve